# Limenandra confusa
Es una babosa marina o aeólido. La especie Limenandra confusa es un molusco gasterópodo de la familia Aeolidiidae. A ésta y a todas las especies de esta familia se le conocen comúnmente como nudibranquios aeólidos. El género Limenandra fue revisado recientemente y de las inicialmente dos especies válidas Limenandra nodosa del Atlántico y Mar Mediterráneo y Limenandra fusiformi de Japón y el Mar Rojo, ahora hay tres nuevas especies: Limenandra rosanae, de Indonesia, Limenandra barnosii de Filipinas, Indonesia y Nueva Caledonia y Limenandra confusa para el Indopacífico y el Pacífico Oriental.

## Clasificación y descripción
El cuerpo de este aeólido es alargado, más delgado hacía la cola. En la parte del pie cercano a la cabeza se observan unas esquinas anchas, las cuales tienen forma de tentáculo. El color del cuerpo es verde olivo con pequeños puntos de color blanco sobre el notum. Presenta una serie de círculos concéntricos a lo largo de todo el notum, los cuales son amarillos en la parte externa, rojos y blancos en la parte central. El número de círculos depende del tamaño del animal. Los rinóforos son verdes con puntos pequeños de color blanco o crema. En la parte posterior de los rinóforos se observan algunas papilas, las cuales son elongadas y algunas veces bifurcadas. El ápice de los rinóforos son redondos y de color crema o blanco. Los tentáculos orales son elongados y de mayor tamaño que los rinóforos. Los ceratas están aplastados dorsoventralmente y algunos de ellos tienen papilas. Son del mismo color del cuerpo y están cubiertas por puntos blancos. Las ceratas están distribuidas en hasta 11 hileras, desde la parte de atrás de los rinóforos hasta la parte final del pie. Las hileras IV, VI, VIII y X (a veces ausente) son las largas que las demás. Cada hilera presenta 1-6 ceratas, disminuyendo de tamaño conforme se acercan al pie. Alcanza hasta los 15 mm de longitud total. El nombre de la especie hace referencia a los nódulos presentes en los rinóforos.

## Distribución
Limenandra confusa se distribuye en ambas costas del océano Pacífico, tanto en  Indopacífico (Filipinas), como en las islas Midway, Hawái, México, incluyendo el Golfo de México, y Costa Rica.

## Ambiente
Se le encuentra en arrecifales y costeras de hasta 18 m de profundidad.

## Estado de conservación
Hasta el momento en México no se encuentra en ninguna categoría de protección, ni en la Lista Roja de la IUCN (International Union for Conservation of Nature) ni en CITES (Convención sobre el Comercio Internacional de Especies Amenazadas de Fauna y Flora Silvestres).